# Pattinaggio di velocità ai X Giochi olimpici invernali - 500 m maschile
La competizione dei 500 m maschili di pattinaggio di velocità ai X Giochi olimpici invernali si è svolta il giorno 14 febbraio 1968 sulla pista L'Anneau de Vitesse a Grenoble

## Risultati
| Pos.    | Atleta                  | Nazione          | Tempo |
| ------- | ----------------------- | ---------------- | ----- |
| Oro     | Erhard Keller           | Germania Ovest   | 40"3  |
| Argento | Richard McDermott       | Stati Uniti      | 40"5  |
| Argento | Magne Thomassen         | Norvegia         | 40"5  |
| 4       | Evgenij Grišin          | Unione Sovietica | 40"6  |
| 5       | Neil Blatchford         | Stati Uniti      | 40"7  |
| 5       | Arne Herjuaune          | Norvegia         | 40"7  |
| 5       | John Wurster            | Stati Uniti      | 40"7  |
| 8       | Seppo Hänninen          | Finlandia        | 40"8  |
| 8       | Håkan Holmgren          | Svezia           | 40"8  |
| 8       | Keiichi Suzuki          | Giappone         | 40"8  |
| 11      | Herbert Höfl            | Germania Ovest   | 41"0  |
| 11      | Anatoly Lepeshkin       | Unione Sovietica | 41"0  |
| 13      | Roar Grønvold           | Norvegia         | 41"1  |
| 13      | Ard Schenk              | Paesi Bassi      | 41"1  |
| 15      | Hasse Börjes            | Svezia           | 41"2  |
| 15      | Heike Hedlund           | Svezia           | 41"2  |
| 15      | Masaki Suzuki           | Giappone         | 41"2  |
| 18      | Valery Muratov          | Unione Sovietica | 41"4  |
| 19      | John Tipper             | Gran Bretagna    | 41"5  |
| 19      | Gerd Zimmermann         | Germania Ovest   | 41"5  |
| 21      | Tom Gray                | Stati Uniti      | 41"6  |
| 21      | Valery Kaplan           | Unione Sovietica | 41"6  |
| 23      | Kimmo Koskinen          | Finlandia        | 41"7  |
| 24      | Manne Lavås             | Svezia           | 41"8  |
| 25      | Bob Boucher             | Canada           | 42"0  |
| 26      | Otmar Braunecker        | Austria          | 42"1  |
| 26      | Elio Locatelli          | Italia           | 42"1  |
| 26      | Geoff Stockdale         | Gran Bretagna    | 42"1  |
| 29      | Johan Lind              | Norvegia         | 42"3  |
| 30      | Peter Nottet            | Paesi Bassi      | 42"4  |
| 31      | Mihály Martos           | Ungheria         | 42"5  |
| 31      | Günter Traub            | Germania Ovest   | 42"5  |
| 33      | Tamio Dejima            | Giappone         | 42"6  |
| 33      | Jouko Launonen          | Finlandia        | 42"6  |
| 33      | Kees Verkerk            | Paesi Bassi      | 42"6  |
| 33      | Pete Williamson         | Canada           | 42"6  |
| 37      | Takayuki Hida           | Giappone         | 42"9  |
| 38      | Luvsanlkhagvyn Dashnyam | Mongolia         | 43"0  |
| 38      | György Martos           | Ungheria         | 43"0  |
| 40      | Olavi Hjellman          | Finlandia        | 43"1  |
| 41      | Colin Coates            | Australia        | 43"3  |
| 41      | Bob Hodges              | Canada           | 43"3  |
| 43      | Ruedi Uster             | Svizzera         | 43"6  |
| 44      | Hansruedi Widmer        | Svizzera         | 43"7  |
| 45      | Michel Thépénier        | Francia          | 43"8  |
| 46      | François Perrenoud      | Francia          | 44"1  |
| -       | David Bodington         | Gran Bretagna    | DNF   |
| -       | Jan Bols                | Paesi Bassi      | DNF   |